# Spider-Man: Chapter One
Spider-Man: Chapter One (с англ. — «Человек-паук: Глава первая») — это мини-серия комиксов о супергерое Человеке-пауке, которая издавалась Marvel Comics с декабря 1998 по октябрь 1999 года. Всего было выпущено 13 номеров комикса (#1-12, #0 добавлен в мае 1999 года между номерами #6 (апрель 1999 года) и 7 (май 1999 года)). Сценаристом и художником выступил Джон Бирн.

## Сюжет
Spider-Man: Chapter One — это адаптация каноничного комикса, которая повествует о первых днях супергероя Человека-паука:
- Amazing Fantasy #15 (август 1962 года (последний выпуск серии));
- The Amazing Spider-Man #1-15 (март, май, июль и сентябрь-декабрь 1963 года  и январь-август 1964 года);
- The Amazing Spider-Man Annual #1 (1964);
- The Amazing Spider-Man #16-20 (сентябрь-декабрь 1964 года и январь 1965 года).

## Реакция
Серия не возымела особого успеха. Некоторые поклонники комиксов были против вмешательства Бирна в классическую историю о Человеке-пауке, созданную Стэном Ли и Стивом Дитко. По их мнению оригинальная история 1960-го года не нуждалась в обновлении. Намерение редакторов данной серии однако состояло в том, чтобы пересказать историю персонажа для привлечения новых читателей.
Spider-Man: Chapter One хотя и значительно уступала другим комиксам о супергерое по числу продаж, завершила серию согласно плану, даже добавив выпуск #0 (май 1999 года) между выпусками #6 (апрель 1999 года) и 7 (май 1999 года). Позже Бирну предложили принять участие в создании продолжения мини-серии Spider-Man: Chapter Two, но он отказался.

## Коллекционные издания
В январе 2012 года была опубликована книга в мягкой обложке, собравшая всю серию (ISBN 0-7851-5848-0).

## Наследие
Костюмы злодеев в мини-серии позже были использованы для их основных аналогов в Marvel Universe в двухсерийной истории под названием "Another Return of the Sinister Six" которая была описана в The Amazing Spider-Man (vol. 2) #12 (декабрь 1999; Часть 1) и Peter Parker: Spider-Man (vol. 2) № 12 (декабрь 1999; Часть 2).

### Hulk: Chapter One
В Hulk Annual 1999 Бирн пересмотрел происхождение Халка, аналогично тому, что было сделано в Spider-Man: Chapter One. В нем гамма-бомба стала гамма-лазером, а Рик Джонс оказался на базе во время испытания из-за Скрулла, который замаскировался под Игоря Расминского (Дренкова в оригинальной истории), коллегу-ученого, работающего над проектом. Время действия было перенесено в современность, что лишило комикс связи с  Civil War, как это было в оригинальной версии, и послужило связующим звеном с мини-серией Marvel: The Lost Generation #12-1 (март 2000 — февраль 2001), созданной Роджером Стерном и Бирном.

## Внешние ссылки
- Spider-Man: Chapter One на Grand Comics Database
- Spider-Man: Chapter One (англ.) на сайте Comic Book DB